# Belgique au Concours Eurovision de la chanson 1991
La Belgique a participé au Concours Eurovision de la chanson 1991 le 4 mai à Rome, en Italie. C'est la 36e participation belge au Concours Eurovision de la chanson.
Le pays est représenté par le groupe Clouseau et la chanson Geef het op, sélectionnées par la BRT au moyen d'une sélection interne et une finale nationale.

## Sélection

### Euro-Clouseau
Le radiodiffuseur belge pour les émissions néerlandophones, la Belgische Radio- en Televisieomroep (BRT, prédécesseur de la VRT), sélectionne l'artiste en interne et la chanson représentant la Belgique au Concours Eurovision de la chanson 1991 est choisie par l'artiste lors du concert intitulé Euro-Clouseau.
La finale, présentée par Jessie De Caluwe (nl), a lieu le 9 mars 1991 au Casino-Kursaal à Ostende.
Trois chansons interprétées par le groupe Clouseau participent à cette finale. Les chansons y sont toutes interprétées en néerlandais, l'une des trois langues officielles de la Belgique.
Lors de cette sélection, c'est la chanson Geef het op, écrite et composée par Kris Wauters, Koen Wauters, Bob Savenberg, Jan Leyers et interprétée par Clouseau, qui fut choisie, accompagnée de Roland Verlooven (nl) comme chef d'orchestre.

#### Finale
| Ordre | Artiste  | Chanson           | Traduction             | Place |
| ----- | -------- | ----------------- | ---------------------- | ----- |
| 1     | Clouseau | Geef het op       | Laisse tomber          | 1     |
| 2     | Clouseau | Hilda             | –                      | –     |
| 3     | Clouseau | Ik kan zonder jou | Je peux vivre sans toi | –     |

## À l'Eurovision

### Points attribués par la Belgique
| 12 points | Suisse      |
| 10 points | Suède       |
| 8 points  | Israël      |
| 7 points  | France      |
| 6 points  | Espagne     |
| 5 points  | Irlande     |
| 4 points  | Malte       |
| 3 points  | Royaume-Uni |
| 2 points  | Luxembourg  |
| 1 point   | Grèce       |

### Points attribués à la Belgique
| 12 points         | 10 points | 8 points                        | 7 points              | 6 points |
| ----------------- | --------- | ------------------------------- | --------------------- | -------- |
|                   |           |                                 |                       |          |
| 5 points          | 4 points  | 3 points                        | 2 points              | 1 point  |
| - France - Italie |           | - Autriche - Espagne - Finlande | - Royaume-Uni - Suède |          |

Clouseau interprète Geef het op en 18e position lors de la soirée du concours, suivant l'Allemagne et précédant l'Espagne.
Au terme du vote final, la Belgique termine 16e sur les 22 pays participants, ayant reçu 23 points au total de la part de sept pays différents,.